# Auguste Maillard
Pour les articles homonymes, voir Maillard.
Auguste Maillard, né le 15 juin 1864 à Paris (11e) et mort pour la France à Neuilly-sur-Seine (Hauts-de-Seine) le 19 août 1944, est un sculpteur et médailleur français.

## Biographie
Auguste Maillard, né à Paris, suit une formation de sculpteur à l'école des beaux-Arts de Paris dans l'atelier d'Alexandre Falguière. Il prend également les conseils d'Adrien Étienne Gaudez et de Jules Dalou, sur les œuvres aux quelles il a travaillé. Par la suite, il devient à son tour professeur à l’École des beaux-arts. Il réalise de nombreux monuments commémoratifs pour des villes françaises, des monuments aux morts et des bustes de personnalités. Il est aussi médailleur,.
Il expose au Salon de la Société des artistes français à partir de 1885. Il obtient une médaille à l'exposition universelle de 1900 à Paris où il présente le marbre de La Chute d’Icare. Il participe à l'exposition universelle de 1904 à Saint-Louis, à l'exposition universelle de Liège de 1905 et expose au Salon d'hiver en 1942, 1943 et 1944.
Il est le créateur d’un élégant buste de La République, commandé par le conseil général de la Seine en 1902.
Il meurt le 19 août 1944, devant son domicile, rue des Huissiers, victime d'une balle perdue d'une rafale de mitraillette tirée d'une voiture SS, lors de l'attaque de la mairie de Neuilly, il est déclaré mort pour la France, par le Secrétariat général des anciens combattants, le 26 mars 1945. Il est inhumé à Paris au cimetière du Père-Lachaise (62e division).

## Œuvres dans l'espace public

### Algérie
- Sidi Bel Abbes, place du petit Vichy : La Chute d’Icare, statue en marbre, présentée à Paris à l'Exposition universelle de 1900, inaugurée à Sidi Bel Abbes en 1929, déposée en février 2005 au service des travaux de la municipalité, disparue depuis 2009[9],[10].

### France
- Arromanches-les-Bains : cimetière, bas-relief en marbre (1920) ornant le monument funéraire de Jacques Brunel de Pérard (1893-1914)[11].
- Bayeux : musée d'Art et d'Histoire Baron-Gérard, Portrait du peintre verrier Zéphirin Mazuet (1859-1927), bas-relief en plâtre, 1919.
- Asnières : Monument aux morts de 1870, 1901, également dédié aux victimes de la guerre de Crimée[N 2], groupe en bronze, architecte Cousteix[12].
- Biarritz, rond-point Donrémy : Statue de Jeanne d'Arc dit L'Adieu au troupeau, groupe en marbre.
- Billom : Monument à Jean Guyot-Dessaigne, 1892, buste en bronze[13].
- Brantôme : Monument à Brantôme (Pierre de Bourdeilles dit Brantôme), 1895, buste en bronze[14].
- Boulogne-sur-Mer, place de Loraine  : Monument aux frères Coquelin, 1911, groupe en bronze[15].
- Brest, place des Portes : Monument aux soldats et marins bretons, 1900, groupe en bronze, détruit lors de la bataille de Brest en 1944[16].
- Cambo-les-Bains, dans le parc de la villa Arnaga : statues de  William Shakespeare, Victor Hugo et  Miguel de Cervantes réalisées dans le Coin des poètes[17].
- Chatou : Monument à Maurice Berteaux, 1922, statue en bronze, envoyée à la fonte sous le régime de Vichy[18].
- Cormeilles-en-Parisis, musée du plâtre : Hilaire Lambert, 2006, surmoulage en plâtre patiné d'après un bas-relief en bronze de 1923[19].
- Couilly-Pont-aux-Dames, cimetière : Constant Coquelin, 1909, buste en bronze ornant la sépulture de l'acteur[20].
- Grasse : Monument à Jean-Honoré Fragonard, 1907, marbre.
- Le Mans, parc de la Préfecture : La Chute d'Icare, 1928, marbre.
- Le Molay-Littry, place du Dr René Verney : Monument aux morts, 1920, bronze (fonderie Rudier).
- Lunel : Monument au capitaine Ménard (Charles Ménard), 1897, bronze[21].
- Martigny-Courpierre, mairie : La République, 1902, buste en plâtre[6].
- Pantin, cimetière de Pantin : Buste d'Émile Mercadier[22].
- Paris :
  - cimetière du Père-Lachaise :
    - Edward B. Fulde, buste en bronze ornant la tombe du peintre[23] ;
    - Charles-Edmond Lagrange, 1904, médaillon en bronze, chapelle de la famille Lagrange ;
    - M. et Mme Maillard, ses parents, médaillon en bronze ornant la sépulture familiale (62e division).

  - cimetière du Montparnasse :
    - Catulle Mendès, buste en bronze ornant la tombe du poète parnassien, signé et daté 1913 (22e division) ;
    - Gaston Paqueau, médaillon en bronze signé sur la tombe du peintre (17e division).

  - musée d'Orsay :
    - Alphonse Osbert, buste en bronze ;
    - Le père de l'artiste, 1899, buste en bronze ;
    - Paul Hervieu, 1913, buste en marbre.
- Parthenay : Musée d'art et d'histoire, buste d'André Lebon[24] ;
- Rivesaltes, allées Joffre : Monument au maréchal Joffre, 1931, statue équestre en bronze du maréchal Joffre[25].
- Romainville, mairie, salle des mariages : Buste de la République, dit aussi Buste de Marianne, 1909[26] ;
- Sérignan-du-Comtat : Monument à Jean-Henri Fabre, 1924, statue en bronze[27].
- Suresnes, cimetière Voltaire : Arthème Genteur, buste en bronze ornant la tombe de l'ancien maire de Suresnes[28].
- Versailles :
  - cimetière Saint-Louis : Monument à Augusta Holmès, 1904, statue et médaillon en marbre ornant la sépulture de la compositrice[29],[30] ;
  - salle du Jeu de paume : Buste de Jean-Baptiste Treilhard, 1893, marbre[31].

### Iran
- Téhéran : Monument du Shah, architecte André Leconte (1894-1966).

Œuvres d'Auguste Maillard
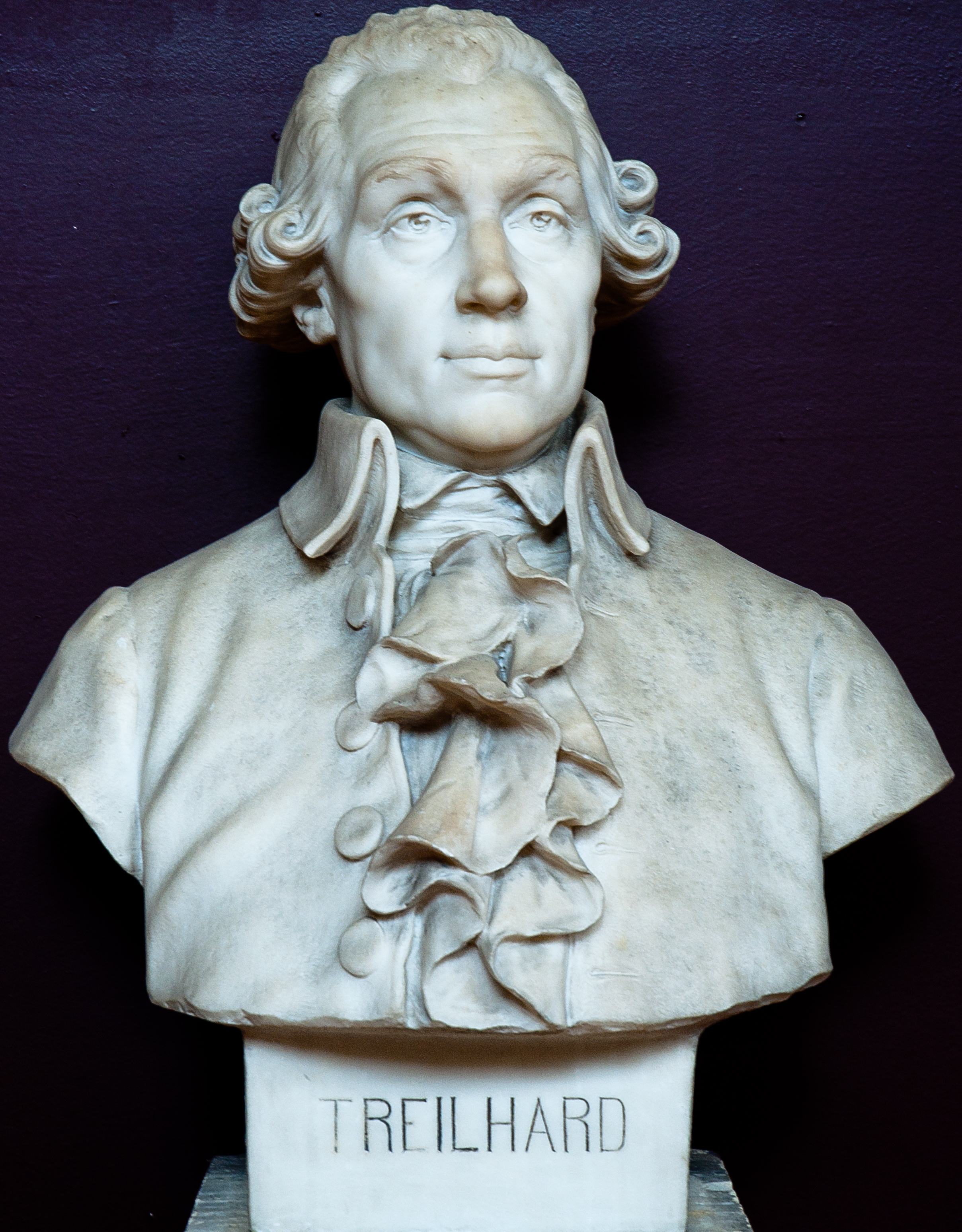
Buste de Jean-Baptiste Treilhard (1893), Versailles, salle du Jeu de paume.
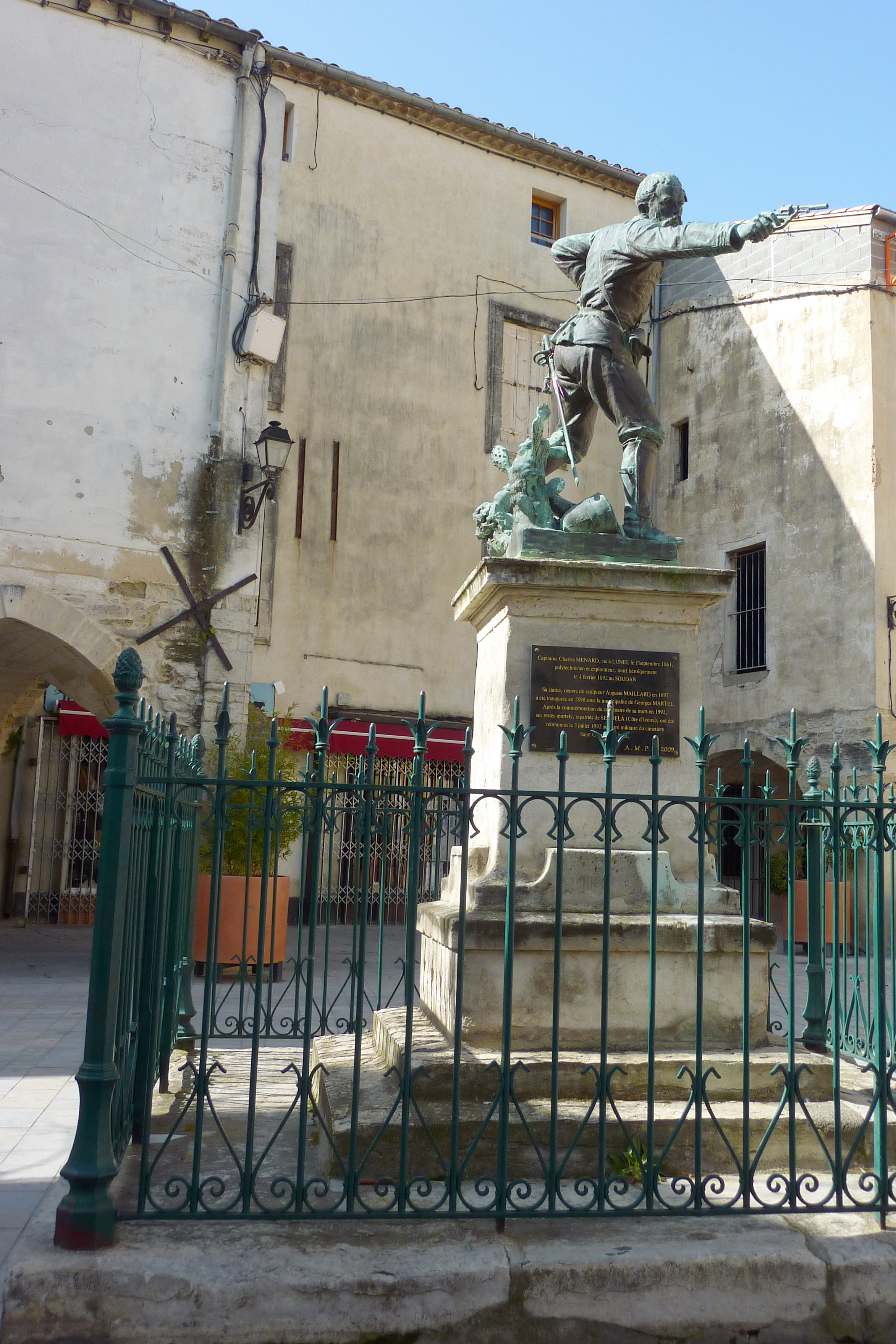
Monument au capitaine Ménard (1897), Lunel.
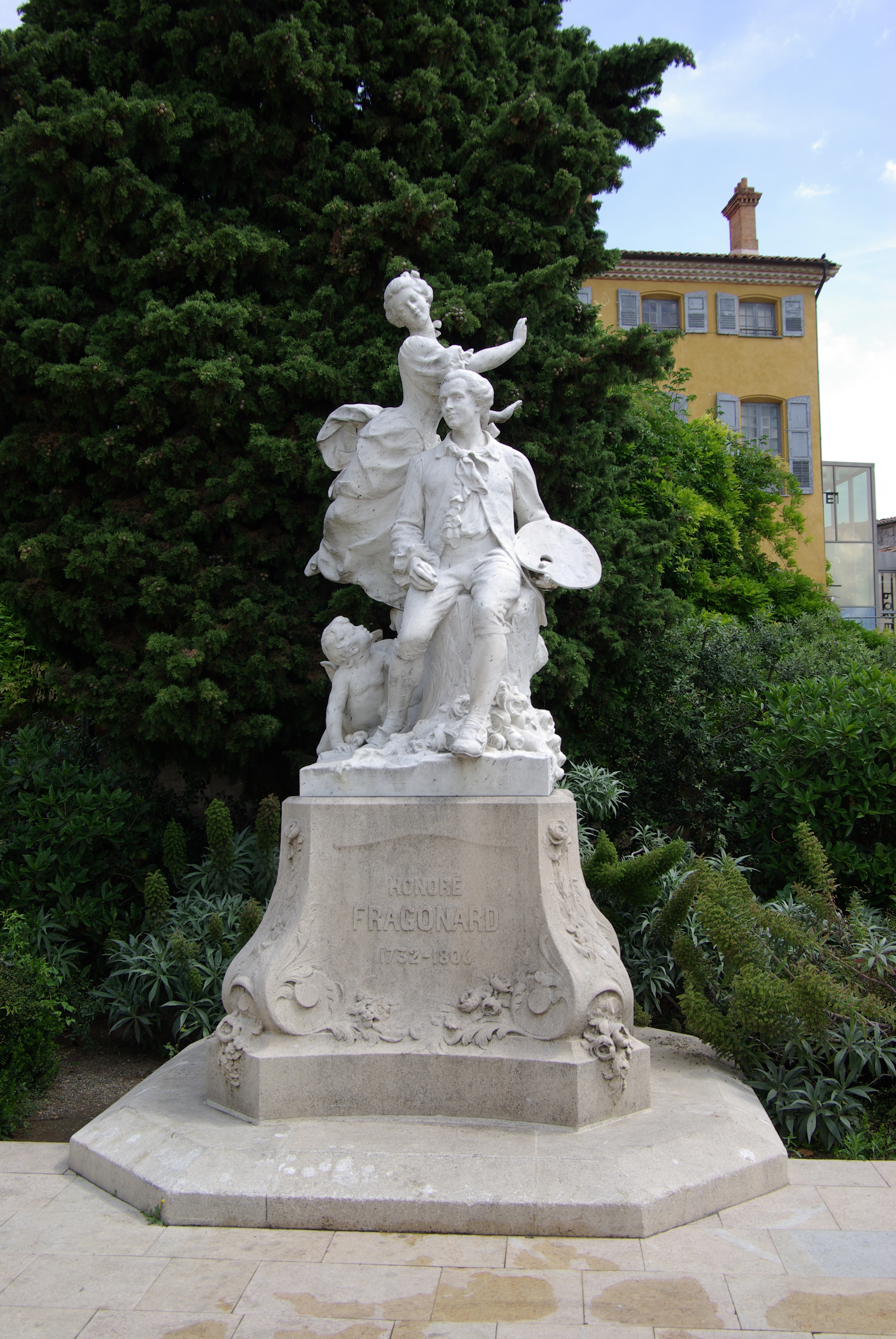
Monument à Jean-Honoré Fragonard (1907), Grasse.
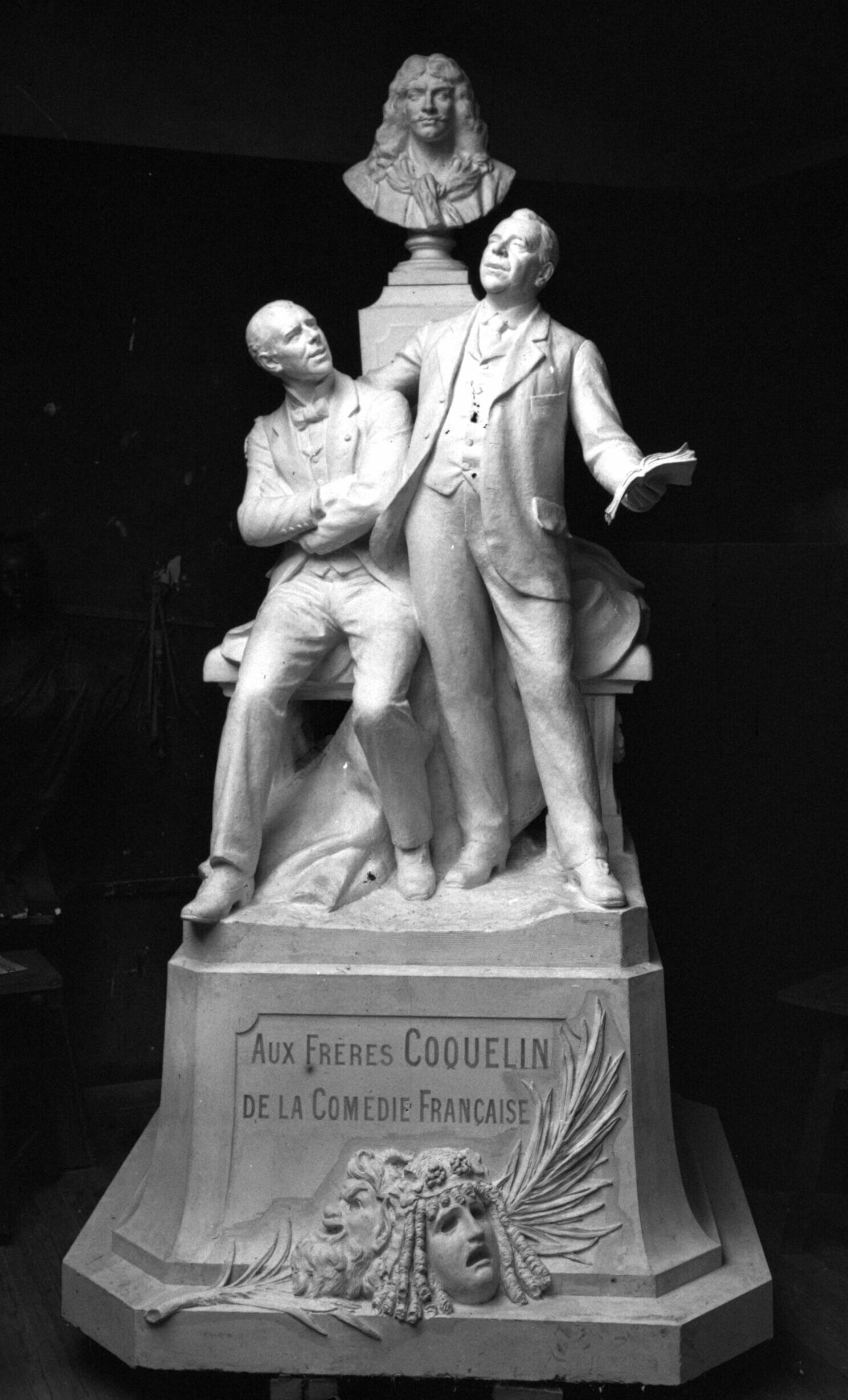
Monument aux frères Coquelin (1911), modèle en plâtre du monument de Boulogne-sur-Mer.

## Élèves
- Jules-Isidore Lafrance
- Jean de la Hougue (1874-1959)
- Charles Roufosse

## Distinctions
- Chevalier de la Légion d'honneur, le 5 août 1904[7].